# 인도의 구

인도의 구획 지도

인도의 구(district, zila)는 인도의 주나 연방 직할지 하위에 놓이는 행정 구역이다. 구 정부는 일반적으로 독자적인 본부를 가지나, 대도시로 이루어진 뭄바이 구, 콜카타 구, 하이데라바드 구, 첸나이 구는 그렇지 않다. 일부 주는 구보다 높은 지방(division)이라는 행정 구역을 가지기도 하며, 모든 주에서 구의 하위에 소구(subdistrict)가 놓인다. 소구는 주에 따라 테실(tehsil), 탈루카(taluka) 등 다양한 명칭을 쓴다. 2022년 기준 인도 전국에는 총 766개의 구가 있다. 과거 2011년에는 640개, 2001년에는 593개였다.
2011년 기준 가장 인구가 많은 구는 10,082,852명이 사는 서벵골주의 북24파르가나구(North 24 Parganas district)이고 가장 인구가 적은 구는 8,004명이 사는 아루나찰프라데시주의 디방밸리구(Dibang Valley district)이다. 가장 면적이 넓은 구는 45,652km2를 관할하는 구자라트주의 쿠치구(Kutch)이며 가장 면적이 작은 구는 8.69km2를 관할하는 푸두체리의 마에구(Mahé)이다.

## 개요
| 주 / 연방 직할지              | 구의 개수 | 인구          |
| ----------------------------- | --------- | ------------- |
| 안드라 프라데시               | 26        | 49,577,103    |
| 아루나찰 프라데시             | 26        | 1,383,727     |
| 아삼                          | 31        | 31,205,576    |
| 비하르                        | 38        | 104,099,452   |
| 차티스가르                    | 33        | 25,545,198    |
| 고아                          | 2         | 1,458,545     |
| 구자라트                      | 33        | 60,439,692    |
| 하리아나                      | 22        | 25,351,462    |
| 히마찰 프라데시               | 12        | 6,864,602     |
| 자르칸드                      | 24        | 32,988,134    |
| 카르나타카                    | 31        | 61,095,297    |
| 케랄라                        | 14        | 33,406,061    |
| 마디아 프라데시               | 52        | 72,626,809    |
| 마하라슈트라                  | 36        | 112,374,333   |
| 마니푸르                      | 16        | 2,570,390     |
| 메갈라야                      | 12        | 2,966,889     |
| 미조람                        | 11        | 1,097,206     |
| 나가랜드                      | 16        | 1,978,502     |
| 오디샤                        | 30        | 41,974,218    |
| 펀자브                        | 23        | 27,743,338    |
| 라자스탄                      | 33        | 68,548,437    |
| 시킴                          | 6         | 610,577       |
| 타밀 나두                     | 38        | 72,147,030    |
| 텔랑가나                      | 33        | 35,003,674    |
| 트리푸라                      | 8         | 3,673,917     |
| 우타르 프라데시               | 75        | 199,812,341   |
| 우타라칸드                    | 13        | 10,086,292    |
| 서벵골                        | 23        | 91,276,115    |
| 안다만 니코바르 제도          | 3         | 380,581       |
| 찬디가르                      | 1         | 1,055,450     |
| 다드라 나가르하벨리 다만 디우 | 3         | 586,956       |
| 잠무 카슈미르                 | 20        | 12,258,093    |
| 라다크                        | 2         | 290,492       |
| 락샤드위프 제도               | 1         | 64,473        |
| 델리                          | 11        | 16,787,941    |
| 푸두체리                      | 4         | 1,247,953     |
| 총합                          | 762       | 1,210,576,856 |

### 이름
구는 일부 예외를 제외하면 구의 중심지가 되는 도시에서 이름을 따오는 경우가 많다.

## 같이 보기
- 인도의 행정 구역
- 인도의 소구